# Tatjana Petrowna Makarowa
Tatjana Petrowna Makarowa (russisch Татьяна Петровна Макарова; * 25. September 1920 in Moskau; † 25. August 1944 bei Ostrołęka) war eine sowjetische Bomberpilotin.
Während des Zweiten Weltkriegs leistete sie Militärdienst bei den nur aus Frauen bestehenden Nachthexen, welche nachts mit einfachen Doppeldeckern Polikarpow Po-2 Kampfeinsätze flogen.
Tatjana Makarowa wurde über Polen bei ihrem 628. Einsatz abgeschossen.
Postum wurde ihr der Titel Held der Sowjetunion verliehen.